# Roeland Park, Kansas
Roeland Park là một thành phố thuộc quận Johnson, tiểu bang Kansas, Hoa Kỳ. Năm 2010, dân số của xã này là 6731 người.

## Dân số
Dân số các năm:
- Năm 2000: 6817 người
- Năm 2010: 6731 người